# 克莱特·凯勒
克莱特·凯勒（英語：Klete Keller，1982年3月21日—），生于亚利桑那州菲尼克斯，美国男子游泳运动员。曾参加2000年、2004年和2008年三届奥运，共收获两枚金牌、一枚银牌和两枚铜牌。2021年1月因涉嫌參與2021年冲击美国国会大厦事件而被逮捕。